# Castellví de la Marca
Castellví de la Marca est une commune de la province de Barcelone, en Catalogne, en Espagne, de la comarque d'Alt Penedès.